# Herin tempelj, Olimpija
Herin tempelj v Olimpiji ali Herajon je antični grški tempelj v Olimpiji v Grčiji, posvečen boginji Heri, kraljici grških bogov.  Zgrajen je bil okoli leta 590 pred našim štetjem, a ga je uničil potres v začetku 4. stoletja našega štetja.
V arhaični grški dobi je bil tempelj shramba predmetov, pomembnih za grško kulturo in druge daritve ljudi. V sodobnem času v njegovih ruševinah prižgejo baklo z olimpijskim ognjem. 

## Zgodovina
Herajon v Olimpiji je na severnem delu svetišča, Altis je eden prvih dorskih templjev v Grčiji in najstarejši peripteralni tempelj na tem mestu, ki ima eno samo vrsto stebrov na vseh straneh. Tu so morda že prej častili starejši kult.
Tempelj, ki je bil zgrajen okoli leta 590 pred našim štetjem, je najverjetneje daroval polis Trifilija iz Skilunta. Nekateri menijo, da je to dar bližnjega mesta prvotno v čast glavnega zaščitnika božanstva Olimpije Zevsa in pozneje, morda po 580 pred našim štetjem, Here, njegove žene in sestre, ko je nadzor nad Olimpijo prešel s Trifilija na Elido ali v 5. stoletju pred našim štetjem, ko je bil zgrajen Zevsov tempelj.

## Opis

### Položaj
Tempelj meri 50,01 × 18,76 m na ravni tempeljske platforme, na stilobatu. Je bil daljši in ožji od arhitektur prejšnjega obdobja, čeprav so podolgovata razmerja skupna značilnost zgodnje dorske arhitekture. Ima peripter v obliki kolonade, peripteral s 6 × po 16 stebrov, ki so bili prvotno leseni, ker je bil v tistem času na voljo. 

### Stebri
Stebre so postopoma nadomestili s kamnitimi zaradi gnitja lesa in drugih dogodkov.  V 2. stoletju našega štetja je bil eden od dveh stebrov v opistodomu (zadnji portik templja) še vedno hrastov.  Zamenjavali so jih v zelo različnih obdobjih med arhaično in rimsko dobo, zato so izrezljani pod vplivom sodobnih slogov in se precej razlikujejo v proporcih in detajlih. To je očitno v kapitelih stebrov, saj je vsak nekoliko drugačen. Ogredje nad stebri ni ohranjeno, vendar domnevajo, da je bilo leseno.

### Zidovi in streha
Zidovi so bili spodaj iz kamna z nadgradnjo iz nežgane opeke, še ena značilnost zgodnje starogrške arhitekture. Drugi deli templja so bili narejeni iz apnenca, nežgane opeke terakotnih ploščic. Luknje v izboklinah na koncih zidov pomenijo, da so imele leseno oblogo kot zaščito pred vremenskimi vplivi. Tempelj je imel streho v lakonskem slogu; njegovi pedimenti so bili okrašeni z diskastimi akroteriji premera 2,5 m v enem kosu (eden je na ogled v Arheološkem muzeju v Olimpiji).

### Notranjost
Opistodom se je uporabljal tudi za shranjevanje številnih drugih predmetov, vključno s številnimi dodatnimi kipi božanstev, in votivnih daritev Zevsu in Heri.  Med nekaj ohranjenimi predmeti je bil kip Hermesa z malim Dionizom, ki ga imenujejo tudi Praksitelov Hermes, eden najpomembnejših ohranjenih kipov grškega kiparstva.
Potopisec Pavzanias piše tudi o majhnem ležišču iz prevlečene slonovine (domnevno je pripadal Hipodameji), bronastem disku Ifita iz Elide (spomin na premirje med olimpijskimi igrami), in mizi, na kateri so bili oljčni venci za zmagovalce med olimpijskimi igrami.

### Kolotova miza
Mizo, prevlečeno s slonovino in zlatom, je izdelal Kolot. Prikazuje podobe Here, Zevsa, Ree, Hermesa, Apolona in Artemide pred igrami. Na eni strani so Asklepij, njegova hči Akes, Ares in olimpijski duh tekmovanja agon. Na drugi strani so bili Pluton, Dioniz, Perzefona in Nimfe. 

### Kip Hermesa in malega Dioniza
Hermes in mali Dioniz, znan tudi kot Praksitelov Hermes ali Hermes iz Olimpije, je antični grški kip Hermesa in dojenčka Dioniza, odkrit leta 1877 v ruševinah Herinega templja v Olimpiji. Razstavljen je v Arheološkem muzeju v Olimpiji.
Pripisan je kiparju Praksitelu in datira v 4. stoletje pred našim štetjem. To temelji na Pavzaniasovem opisu iz 2. stoletja, ki je pomembno prispeval k opredelitvi Praksitelovega sloga, a med umetnostnimi zgodovinarji se glede tega ostre polemike.

### Kipselov zaboj
V templju je bil cedrov zaboj (starogrško κυψἐλη kipseli), v katerem je Kipsel, tiran iz Korinta, domnevno skrival svojo mater. Zaboj je Kipsel menda posvetil Olimpiji v zahvalo bogovom, zato je po legendi imenovan po njem.  Po Dionu Hrizostomu v 1. stoletju našega štetja je bil zaboj najden v opistodomu.  V njem so bili različni mitološki kipi v slonovini, zlatu ali lesu z napisi v korintščini (dorščini). Nekaj besedila je v  načinu bustrofedon v izmeničnih smereh.

## Zapuščina
Ločeno od templja na njegovi vzhodni strani je Herin oltar, na katerm se prižiga olimpijski ogenj že vse od leta 1936 dalje s pomočjo paraboličnega zrcala, ki zbira sončne žarke. 
Tempelj je bil v letih 1987–2001 upodobljen na hrbtni strani grškega bankovca za 1000 drahem. 
V botaničnem vrtu Jasmine Hill Gardens v Wetumpki v Alabami (ZDA) je velika replika (porušenega) Herinega templja.